# Pietro Sorri

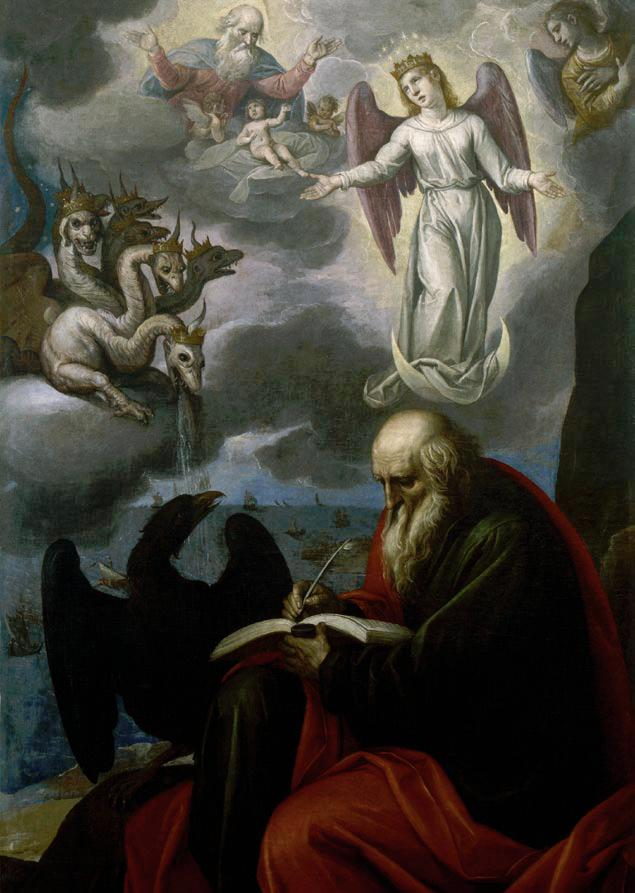
De evangelist Johannes, 1610, Monasterio de las Descalzas Reales, Valladolid (Spanje)

Pietro Sorri (San Gusmè, 1556 – Siena , circa 1622) was een Italiaanse kunstschilder die eind 16e eeuw en begin 17e eeuw actief was in verschillende Italiaanse steden. 

## Biografische elementen
Hij werd geboren omstreeks 1556 in San Gusmè, een gehucht van Castelnuovo Berardenga, een plaats halverwege Siena en Arezzo. Zijn vader Giulio stierf vrij jong en zijn moeder hertrouwde met een Cosimo Lucchi. Het nieuwe paar ging in Siena wonen.
Hij begon met zijn opleiding in het atelier van Arcangelo Salimbeni in Siena en trok daarna naar Florence waar hij werd opgenomen in het atelier van Domenico Cresti, die Il Passignano werd genoemd. Hij zou later met diens dochter Arcangela trouwen. Sorri assimileerde de stijl van Passignano, die maniëristisch schilderde, maar werd na zijn reis naar Venetië van 1582 tot 1587, in het gezelschap van Passignano, sterk beïnvloed door Tintoretto, Palma il Giovane en Paolo Veronese.

## Reizen
Sorri was niet honkvast, na zijn verblijf in Siena, Florence en Venetië leefde hij van 1592 tot 1595 in Lucca en trok daarna naar Genua waar hij tot 1597 bleef. In Genua gaf hij een opleiding aan Giovanni Carlone en Bernardo Strozzi. In 1599 werkte hij in Pavia, van 1600 tot 1605 ging hij terug naar Siena, maar in 1603 verbleef hij in Pistoia. Tussen 1605 en 1610 werkte hij in Florence en daarna ging het in 1610 terug naar Genua. Datzelfde jaar reisde hij door naar Rome waar hij tot 1612 werkte. Dan keerde hij terug naar Siena waar hij uiteindelijk overleed tussen 1621 en 1622.

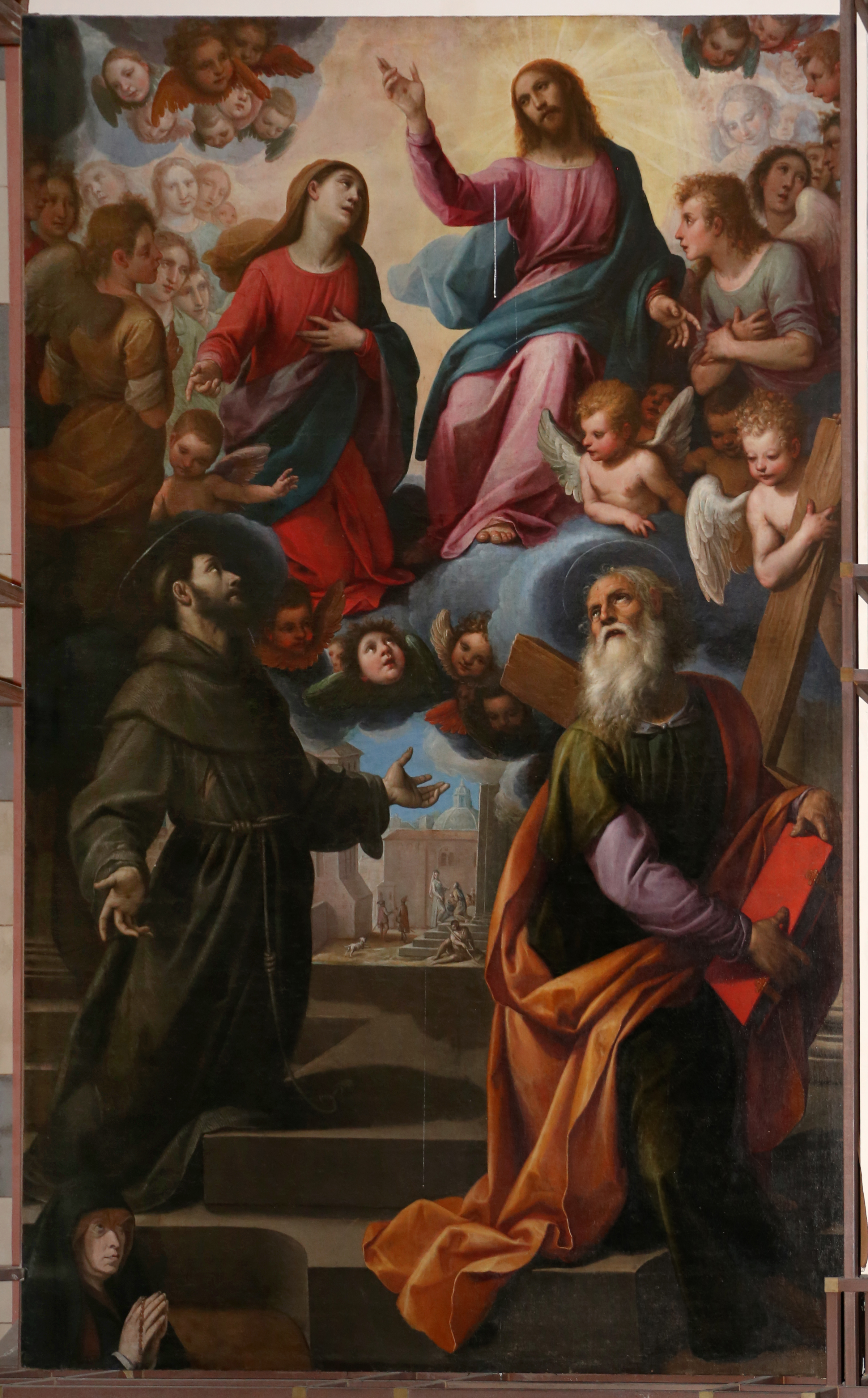
Zegenende Christus met Maria, engelen, Franciscus en Andreas, Basilica di San Francesco, Siena

## Werk
Zijn eerste grote meesterwerk was een Aanbidding van de wijzen in 1588 voor de dom van Siena. Daarna  ging hij naar Lucca met Alessandro Allori, Domenico Passignano, Jacopo Ligozzi, Federico Zuccari, Giovanni Battista Paggi en Tintoretto voor de versiering van de dom. Hij maakt er gemakkelijk te begrijpen composities, innovatief maar ook geruststellend en voorspelbaar. Hij had veel succes in Lucca waar hij gezien werd als de vernieuwer die geleidelijk evolueerde van de oude naar de nieuwe stijl in de schilderkunst. Hij schilderde er in totaal een vijftigtal werken, zowel profane als religieuze, zoals verschillende altaarstukken, paneelschilderijen, fresco’s, historiestukken, landschappen en portretten. Voor de San Michele schilderde hij een Kruisafname en voor de San Frediano een altaarstuk met de Marteldood van Santa Fausta. Voor de dom een Hemelvaart van Maria. Vanuit Lucca leverde hij ook werken voor andere plaatsen in Italië, onder meer voor de San Ambrosio in Massa di Carrara en voor Sicilië.
Tijdens zijn verblijf in Genua maakte hij onder meer voor de doge van Genua, Andrea Spinola, een schilderij met Franciscus van Assisi in een landschap. Ook hier leverde hij tal van schilderijen en fresco’s voor de kerken en kloosters van de stad en de omgeving met onder meer een Kruisafname, het Mystieke huwelijk van de heilige Catharina in de Santa Catharina. Hij maakte ook vijftien werken voor de familie Doria. Door de opleidingen die hij gaf en door zijn eigen werk introduceerde hij het maniërisme in Genua.
In Pavia schilderde hij fresco’s op de gewelven van de sacristie van het kartuizersklooster. Van Pavia reisde hij naar Milaan, waar hij ook twee werken maakte. In 1600 ging hij via Florence terug naar Siena. Hier schilderde hij talrijke werken onder meer fresco’s in de apsis van de San Quirico. In 1603 werd hij naar Pistoia uitgenodigd voor het schilderen van een frescocyclus en ondertussen kreeg hij opdrachten uit heel Toscane, uit andere streken in Italië en zelfs uit Spanje. Christine van Lotharingen, groothertogin van Toscane, bestelde bij hem drie werken als geschenk voor de koningin van Spanje. Voor de dom van Pisa schilderde hij een Jezus tussen de wetsgeleerden.

## Werken
Hierbij een korte lijst met de bijzonderste van de aan hem toegeschreven werken: 
- Aanbidding der wijzen, in de dom van Siena
- De heilige Catharina, in het Oratorio di Santa Caterina in Siena
- Doornenkroning in de San Donato in Siena
- Marteldood van de heilige Faustina, in de basiliek van San Frediano in Lucca
- Hemelvaart van Maria in de dom van Lucca
- Fresco’s in de kerk van het kartuizerklooster in Pavia
- Marteldood van de heilige Laurentius in de Badia van Poppi
- Madonna in de Sant'Agostino in Montalcino
- Jezus tussen de wetsgeleerden in de dom van Pisa

- Biblioteca Nacional de España: XX4948877
- Gemeinsame Normdatei: 121808521
- International Standard Name Identifier: 0000 0001 1557 4339
- Library of Congress Control Number: n84056961
- Nederlandse Thesaurus van Auteursnamen: 070183392
- RKD-Nederlands Instituut voor Kunstgeschiedenis: 73998
- Istituto Centrale per il Catalogo Unico: SBLV269059
- Système universitaire de documentation: 276460790
- Union List of Artist Names: 500023032
- Virtual International Authority File: 95823205
- WorldCat: E39PBJfGRYGyfpK7vkwvYRWYyd